# Dżarajan al-Batina
Dżarajan al-Batina albo Dżarijan al-Batina (arab. جريان الباطنة) – była prowincja w emiracie Kataru. Znajdowała się w południowo-zachodnio-centralnej części kraju. Została włączona do prowincji Ar-Rajjan oraz Al-Wakra.